# كتيبة الاستطلاع الصحراوية
كتيبة الاستطلاع الصحراوية (بالإنجليزية: Desert Reconnaissance Battalion) وتُعرف أيضًا بـالوحدة 585 أو الكتيبة البدوية، هي وحدة سلاح فرسان مدرع تستخدم العربات المدرعة في مهام سريعة واستطلاعية تشبه تاريخيًا الفرسان. تتبع اللواء الإقليمي 7643 "جيفين"، ضمن الفرقة 143 "ثعلب النار". تتخصص الكتيبة في مهام مراقبة الحدود ومنع التسلل غير الشرعي عبرها، والاشتباك في القتال القريب في المناطق الحضرية ( أي القتال من مسافات قصيرة داخل المباني)، والقيام بدوريات باستخدام مركبات مدرعة للحفاظ على الأمن الحدودي، إلى جانب شن الغارات باستخدام تكتيكات المناورة والوحدات الصغيرة، ودعم عمليات مكافحة التمرد، وتعقُّب الأهداف في المناطق الحدودية. متخصصة في تعقّب آثار الأقدام والأنشطة البشرية، وتُعد مهارة تقليدية عند البدو.
الكتيبة تُعد واحدة من الوحدات الإثنية الخاصة في جيش إسرائيل، إذ تتكوّن من متطوعين ينتمون إلى أقليات دينية وعرقية تشمل البدو والمسيحيين والمسلمين في إسرائيل، وذلك خلافًا لأغلبية أفراد الجيش والسكان من اليهود الإسرائيليين. أُسست الكتيبة في أواخر الثمانينات، ومنذ ذلك الحين نُشرت بشكل أساسي على حدود قطاع غزة لأداء المهام الأمنية.

## الوصف

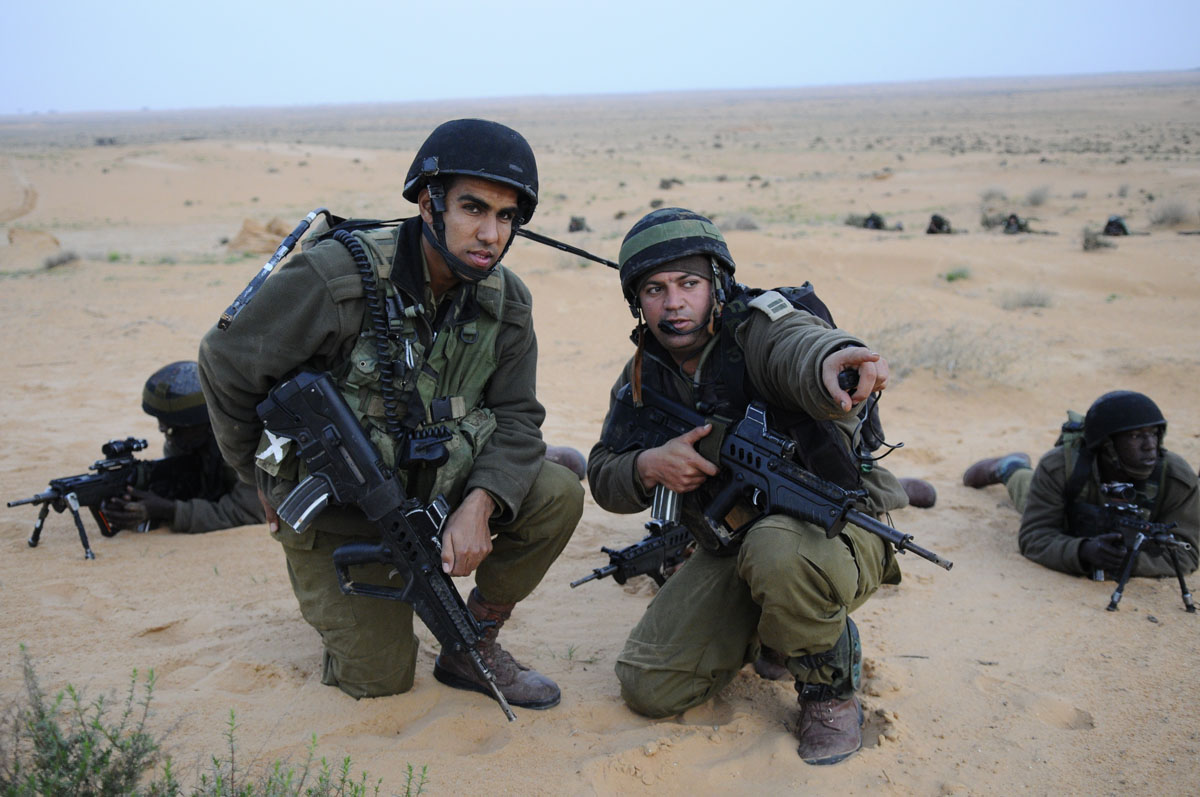
عضوان من الكتيبة خلال تدريب ميداني عام 2012

تُعد كتيبة الاستطلاع الصحراوية (الوحدة 585) واحدة من ثلاث وحدات إثنية خاصة كانت موجودة ضمن الجيش الإسرائيلي. الوحدتان الأخريان هما كتيبة السيف التي كانت مخصصة للدروز، ووحدة تتبع الأثر البدوية، وقد تم لاحقًا حل كتيبة السيف.
العدد الأكبر من مجنّدي الجيش الإسرائيلي هم من اليهود الذين يشكّلون الغالبية الديموغرافية، ويخضعون للخدمة الإلزامية إلى جانب الدروز والشركس. أما باقي المجموعات، فلديها خيار التطوع في الجيش، وتشمل كتيبة الاستطلاع الصحراوية متطوعين من البدو والمسيحيين والمسلمين والدروز والشركس.
تتكوّن الكتيبة في أغلبها من البدو، ولهذا تُعرف أحيانًا باسم "الكتيبة البدوية". غالبية العرب الذين يخدمون في الجيش هم من بدو النقب، ويختار حوالي 80% منهم الانضمام إما إلى الكتيبة 585 أو إلى وحدة تتبع الأثر، مع تفضيل الأغلب للالتحاق بكتيبة الاستطلاع.
يُقدّر عدد البدو الذين يخدمون حاليًا في الجيش بنحو 1,500 فرد، وقد بذلت القيادة العسكرية جهودًا لزيادة هذا العدد. ومنذ تأسيس دولة إسرائيل عام 1948، قُتل أكثر من 110 من البدو أثناء خدمتهم العسكرية.

## التاريخ العملياتي

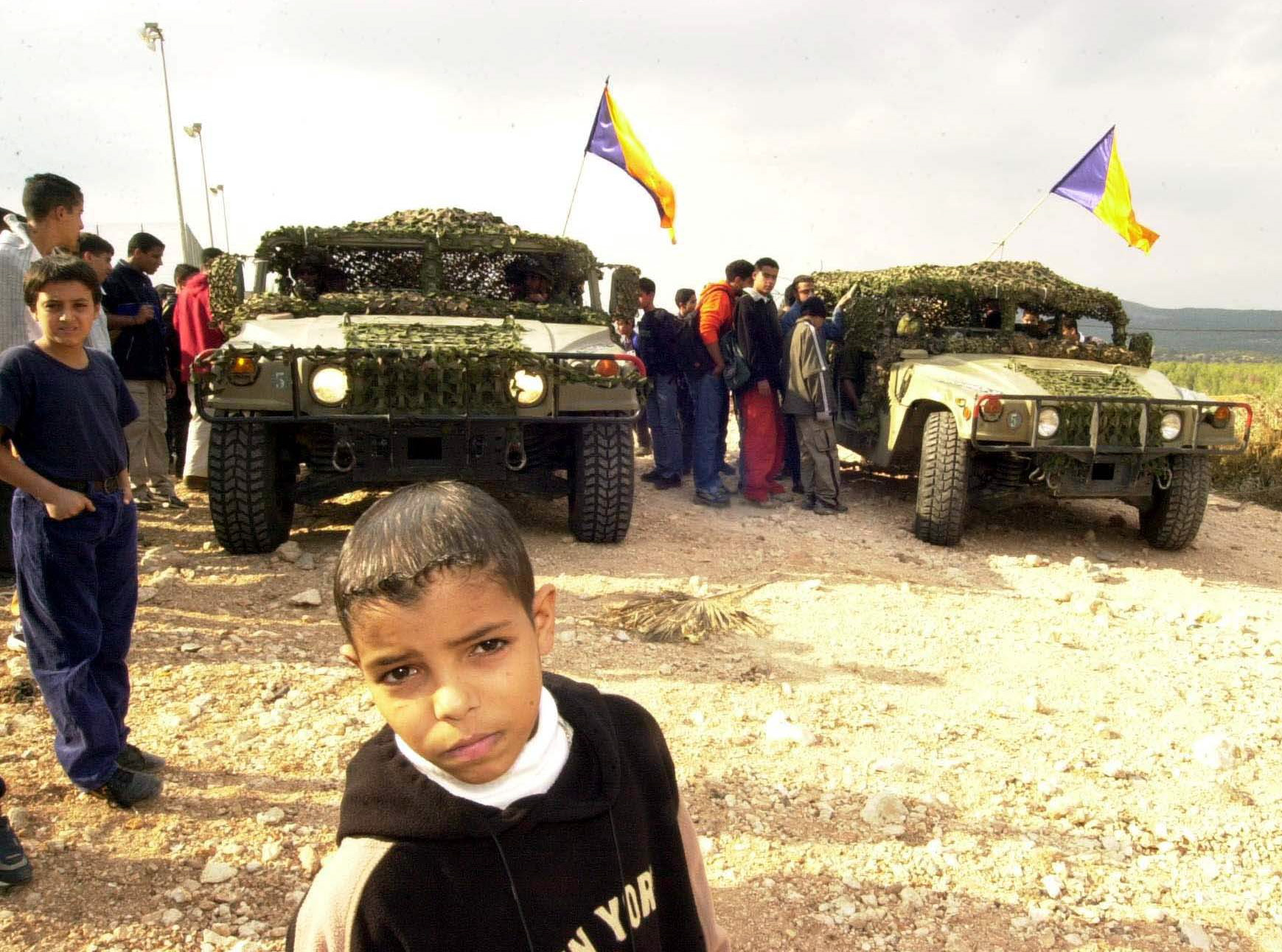
آليات هامر تابعة للكتيبة البدوية

تأسّست كتيبة الاستطلاع الصحراوية في أواخر ثمانينيات القرن العشرين.
وقد خَدَمتْ في الغالب على الحدود بين إسرائيل وقطاع غزة، حيث تتمركز في قاعدةٍ قريبة عند كيسوفيم.
تُنفّذ الكتيبة مهامَّ دوريةٍ بالتعاون مع وحدة المتعقّبين البدو، باستخدام تقنيات التتبّع لكشف الإرهابيين ومنع التسلل عبر الحدود.
ونظرًا لتعرّض بعض أفرادها للتهديد أو المضايقة من أبناء مجتمعاتهم، يُسمح لهم بالتنقل من الخدمة وإليها دون ارتداء الزي العسكري.
تُزوَّد الكتيبة بآلياتٍ مدرّعة خفيفة من نوع إم دي تي دافيد، ومركبات ولف المدرعة، وآليات هامر.
وهي تابعة للفرقة 143 «ثعلب النار» ضمن القيادة الجنوبية.
لقد تمركزت الكتيبة، خلال فتراتٍ من تاريخها، في معبر رفح الحدودي الخطير.
وفي عام 2004، قُتل خمسةٌ من جنودها هناك، مما دفع صحيفة هآرتس للتساؤل عمّا إذا كان اختيار هذا الموقع مرتبطًا بالمكانة الاجتماعية المتدنية لأفراد الوحدة.
كانت الكتيبة قد أمضت السنوات الأربع السابقة لذلك التوقيت متمركزة في رفح، في حين كانت الوحدات الأخرى تتناوب عليها.
وفي ديسمبر 2004، عُيّن أولُ ضابطٍ بدويٍّ في تاريخ الكتيبة قائدًا لها.